# 科奥塔帕尔
科奥塔帕尔（Koothappar），是印度泰米尔纳德邦Tiruchirappalli县的一个城镇。总人口17061（2001年）。

## 人口
该地2001年总人口17061人，其中男性8605人，女性8456人；0—6岁人口1197人，其中男605人，女592人；识字率87.22%，其中男性为90.52%，女性为83.87%。